# Ca la Pereta

Ca la Pereta, respecte del terme de l'Estany

Ca la Pereta és una masia del terme municipal de l'Estany, a la comarca catalana del Moianès.
Està situada a 885,9 metres d'altitud a l'extrem meridional del terme, a prop del límit amb Moià. És una de les cases del costat de llevant del Raval del Prat; a prop i a ponent de la carretera C-59, al nord de Cal Creu i al nord-est de Cal Canet. Es troba al sud-oest del Camp de la Perera.